# Coleção TABA
Coleção TABA foi uma publicação brasileira lançada em 1982 pela Editora Abril Cultural e trazia a cada fascículo um livrinho ilustrado com histórias escritas especialmente por autores brasileiros, além de dramatizar o texto em disco musical nas vozes de cantores nacionais conhecidos e conceituados. Foi um projeto inovador que teve a coordenação da atriz e escritora Sônia Robatto e constituiu-se numa coleção para o público infantil que apresentava textos escritos por Joel Rufino dos Santos, Ana Maria Machado, Ruth Rocha, Ilo Krugli, Maria Clara Machado, Sylvia Orthof, Memélia de Carvalho, Magui, Myrna Prinsky, Luis Camargo, Cristina Porto. Já as melodias foram compostas ou interpretadas por nomes como Chico Buarque de Hollanda, Caetano Veloso, Gilberto Gil, Tom Zé, Gal Costa, Secos e Molhados, Ney Matogrosso, João Gilberto e outros. O projeto teve, no total, 40 fascículos lançados.

## Títulos e intérpretes
1. Marinho Marinheiro – Gilberto Gil e Babuska
2. Sapo Vira Rei vira Sapo – Nara Leão
3. O Segredo do Curumim – Chico Buarque e Francis Hime
4. Tião das Selvas – Caetano Veloso e Betina
5. Bom Dia, Todas as Cores – Renato Terra e Fernando Gama
6. Malaquias, o Macaco Cismado – Tom Zé e Cristina Porto
7. Folia de Feijão – Guarabyra & Grupo Terra Molhada
8. O Barquinho – Tavito e Jane Duboc – Irupê e Menino Navegador
9. O Circo Cheio de Lua – Nara Leão
10. Curupaco Papaco – Gal Costa
11. Ratinha Ritinha – Tom Zé – Folclore Brasileiro
12. O Jacaré Que Comeu a Noite- Nara Leão
13. O Coronel e o Barbeiro – Caetano Veloso
14. Saci Perere da Mata Escura – Secos & Molhados
15. Malandragens de um Urubu – Angela Herz,Ruy Quaresma
16. Marte Invade a Terra – Ruy Quaresma
17. Filhote de Trem – Edu Lobo e Tulio Mourao
18. Dona Lua Vai Casar – Caetano Veloso e Fatima Flor
19. Zé  Prequeté – Milton Nascimento
20. As Casas Que Fugiram de Casa – Elis Regina
21. A Jangada de Natal – Gal Costa e Lenine
22. A Flauta de Pan – Caetano Veloso
23. O Bicho-Folhagem – Edson Gama
24. O Rei que não Sabia de Nada – Luciano Alves e Celia
25. Mamãe, Eu Quero Miar – Carlos Negreiros
26. O Rapto das Cebolinhas – Nara Leão
27. O Mistério de Zuambelê – Tom Zé
28. Severino Faz Chover – Quinteto Violado
29. A Bruxinha que Era Boa – Lucia Turnbull
30. Pererê na Pororoca – Ney Matogrosso
31. Passarinho Me Contou – Boca Livre
32. O Gigante Azul – Ronaldo Mota
33. Chico Palito – Chico Buarque de Hollanda
34. Festa No Céu – Os Gladiadores
35. A Salamanca do Jarau – Nara Leão
36. Dona Baratinha – Tom Zé
37. O Vaqueiro Misterioso – Rolando Boldrin – Tavito
38. Adivinhe se é Capaz – Renato Rocha
39. Chapeuzinho Vermelho – João Gilberto
40. Romeu e Julieta – Linda Borboleta com Jane Duboc